# Steindorf (Homberg)
Steindorf ist ein Stadtteil von Homberg (Efze) im nordhessischen Schwalm-Eder-Kreis. 

## Geographische Lage
Das Dorf Steindorf liegt etwa 8,2 km südsüdöstlich des Zentrums der Homberger Kernstadt in den Nordausläufern des Knüllgebirges. Durchflossen wird es vom Rinnebach. Hindurch verläuft die Landesstraße 3384 (Allmuthshausen–Steindorf–Hülsa).

## Geschichte
Die älteste bekannte schriftliche Erwähnung von Steindorf erfolgte im Jahr 1330 unter dem Namen Steindorf.
Bereits 1537 war das kleine Dorf eine Wüstung. Es wurde aber nach 1575 wieder besiedelt.
Zum 31. Dezember 1971 wurde die bis dahin selbständige Gemeinde Steindorf im Zuge der Gebietsreform in Hessen als Stadtteil der Stadt Homberg, Bezirk Kassel, heute Homberg (Efze), auf freiwilliger Basis eingegliedert.
Für Steindorf, wie für die in der Kreisstadt Homberg (Efze) eingegliederten ehemals selbständigen Gemeinden (Stadtteile), wurden Ortsbezirke mit Ortsbeirat und Ortsvorsteher nach der Hessischen Gemeindeordnung gebildet.

## Bevölkerung
Einwohnerstruktur 2011
Nach den Erhebungen des Zensus 2011 lebten am Stichtag, dem 9. Mai 2011, in Steindorf 51 Einwohner. Darunter waren keine Ausländer.
Nach dem Lebensalter waren 6 Einwohner unter 18 Jahren, 21 zwischen 18 und 49, 9 zwischen 50 und 64 und 15 Einwohner waren älter. Die Einwohner lebten in 24 Haushalten. Davon waren 6 Singlehaushalte, 9 Paare ohne Kinder und 3 Paare mit Kindern, sowie 3 Alleinerziehende und keine Wohngemeinschaften. In 6 Haushalten lebten ausschließlich Senioren und in 12 Haushaltungen lebten keine Senioren.
Einwohnerentwicklung
| Quelle: Historisches Ortslexikon |                                          |
| • 1537:                          | wüst gefallen                            |
| • 1575/85:                       | 3 Hausgesesse                            |
| • 1639:                          | 4 verheiratete, 2 verwitwete Hausgesesse |
| • 1742:                          | 11 Hausgesesse                           |
| • 1747:                          | 12 Häuser                                |
| • 1767:                          | 43 Einwohner                             |

| Steindorf: Einwohnerzahlen von 1834 bis 2015 | Steindorf: Einwohnerzahlen von 1834 bis 2015 | Steindorf: Einwohnerzahlen von 1834 bis 2015 | Steindorf: Einwohnerzahlen von 1834 bis 2015 | Steindorf: Einwohnerzahlen von 1834 bis 2015 |
| --- | -------------------------------------------- | -------------------------------------------- | -------------------------------------------- | -------------------------------------------- |
| Jahr |                                              |                                              |                                              | Einwohner                                    |
| 1834 | 1834                                         |                                              | 78                                           | 78                                           |
| 1840 | 1840                                         |                                              | 93                                           | 93                                           |
| 1846 | 1846                                         |                                              | 84                                           | 84                                           |
| 1852 | 1852                                         |                                              | 85                                           | 85                                           |
| 1858 | 1858                                         |                                              | 75                                           | 75                                           |
| 1864 | 1864                                         |                                              | 79                                           | 79                                           |
| 1871 | 1871                                         |                                              | 72                                           | 72                                           |
| 1875 | 1875                                         |                                              | 79                                           | 79                                           |
| 1885 | 1885                                         |                                              | 91                                           | 91                                           |
| 1895 | 1895                                         |                                              | 83                                           | 83                                           |
| 1905 | 1905                                         |                                              | 72                                           | 72                                           |
| 1910 | 1910                                         |                                              | 70                                           | 70                                           |
| 1925 | 1925                                         |                                              | 72                                           | 72                                           |
| 1939 | 1939                                         |                                              | 71                                           | 71                                           |
| 1946 | 1946                                         |                                              | 119                                          | 119                                          |
| 1950 | 1950                                         |                                              | 124                                          | 124                                          |
| 1956 | 1956                                         |                                              | 94                                           | 94                                           |
| 1961 | 1961                                         |                                              | 78                                           | 78                                           |
| 1967 | 1967                                         |                                              | 68                                           | 68                                           |
| 1980 | 1980                                         |                                              | ?                                            | ?                                            |
| 1990 | 1990                                         |                                              | ?                                            | ?                                            |
| 2000 | 2000                                         |                                              | ?                                            | ?                                            |
| 2011 | 2011                                         |                                              | 51                                           | 51                                           |
| 2015 | 2015                                         |                                              | 59                                           | 59                                           |
| Datenquelle: Historisches Gemeindeverzeichnis für Hessen: Die Bevölkerung der Gemeinden 1834 bis 1967. Wiesbaden: Hessisches Statistisches Landesamt, 1968. Weitere Quellen: ; Zensus 2011; Stadt Homberg (Efze) |                                              |                                              |                                              |                                              |

Historische Religionszugehörigkeit
| Quelle: Historisches Ortslexikon |                                                                 |
| • 1861:                          | alle Einwohner evangelisch-reformiert                           |
| • 1885:                          | 91 evangelische (= 100 %) Einwohner                             |
| • 1961:                          | 66 evangelische (= 84,62 %), 5 katholische (= 6,41 %) Einwohner |

Historische Erwerbstätigkeit
| • 1961: | Erwerbspersonen: 40 Land- und Forstwirtschaft, 11 Produzierendes Gewerbe, 1 Handel und Verkehr, 2 Dienstleistungen und Sonstiges. |

## Politik
Für Steindorf besteht ein Ortsbezirk (Gebiete der ehemaligen Gemeinde Steindorf) mit Ortsbeirat und Ortsvorsteher nach der Hessischen Gemeindeordnung. Der Ortsbeirat besteht aus drei Mitgliedern.
Bei den Kommunalwahlen in Hessen 2021 betrug die Wahlbeteiligung zum Ortsbeirat Steindorf 45,65 %. Alle Kandidaten gehörten der „Einheitsliste Steindorf“ an. Der Ortsbeirat wählte Norbert Schröder zum Ortsvorsteher.